# Quaidabad
Quaidabad (en ourdou : قائِدآباد) est une ville pakistanaise située dans le district de Khushab, dans le nord de la province du Pendjab. C'est la cinquième plus grande ville du district. Elle est située à près de quarante kilomètres à l'ouest de Khushab.
La population de la ville a été multipliée par plus de cinq entre 1972 et 2017 selon les recensements officiels, passant de 4 416 habitants à 21 391. Entre 1998 et 2017, la croissance annuelle moyenne s'affiche à 3,1 %, supérieure à la moyenne nationale de 2,4 %.
|            | 1972 (rec.) | 1998 (rec.) | 2017 (rec.) |
| ---------- | ----------- | ----------- | ----------- |
| Population | 4 416       | 11 963      | 21 391      |